# Hemo O
Un hemo O (o heme O) es un grupo hemo que difiere del estrechamente relacionado hemo A en que posee un grupo metilo en la posición 8 del anillo en lugar de poseer un grupo formilo. La cadena isoprenoide en la posición 2 es la misma.  
El grupo hemo O, que se encuentra en la bacteria Escherichia coli, funciona en una forma similar al heme A en la reducción del oxígeno que ocurre en los mamíferos.